# Godfried Ako-Nai
Godfried Ako-Nai (nascido em 21 de setembro de 1954) é um político ganense e ex-membro do Terceiro Parlamento da Quarta República em representação do Grupo Constituinte de Dade-Kotopon na Grande Acra do Gana.
Ako foi eleito pela primeira vez para o Parlamento com o ingresso do Novo Partido Patriótico durante as eleições gerais do Gana de dezembro de 2000 como membro do Parlamento para o Grupo Constituinte de Dade-Kotopon na Grande Acra, no Gana. Ele obteve 32.637 votos dos 61.824 votos válidos, representando 52,80%. Ele perdeu nas primárias parlamentares de 2004 para Laryea Abednego.

## Carreira
Ako é advogado e ex-Membro do Parlamento pelo Grupo Constituinte.